# Alexander Brownlie Docharty

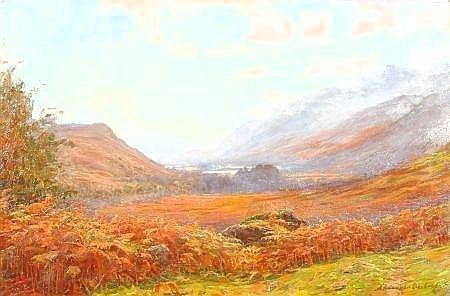
Alexander Brownlie Docharty: Highlands Landschaft, möglicherweise Loch Maree in Schottland

Alexander Brownlie Docharty (* 8. Oktober 1862 in Glasgow; † 12. November 1940 ebenda) war ein schottischer Landschaftsmaler, der vor allem für seine stimmungsvollen Darstellungen der schottischen Natur bekannt wurde. Seine Werke zeichnen sich durch eine harmonische Farbgebung und eine einfühlsame Wiedergabe von Licht und Atmosphäre aus.

## Leben
Alexander Brownlie Docharty wurde als zweiter Sohn von Joseph Docharty, einem Kalligrafen, und Elizabeth Brownlie geboren. Im Alter von 13 Jahren begann er in der Firma seines Vaters zu arbeiten und nahm gleichzeitig abends Zeichenunterricht bei Robert Greenlees an der Glasgow School of Art. 1878 wurde sein Aquarell On The Cart - Pollockshaws im Royal Glasgow Institute of the Fine Arts ausgestellt. 1882 wurde sein Gemälde Arran Cottages in der Royal Academy ausgestellt. Nach einer Zeit als Designer bei Inglis and Wakefield kehrte er zur Malerei zurück und arbeitete im Atelier seines Onkels James Docharty in der Bath Street in Glasgow. 1894 ging er nach Paris, um an der Académie Julian bei Benjamin Constant und Jean-Paul Laurens zu studieren.
Nach seiner Rückkehr ließ er sich in Kilkerran, Ayrshire, nieder, wo er etwa 14 Jahre lang lebte und arbeitete. Später verbrachte er die Sommermonate in Symington und unternahm Studienreisen nach Holland, Italien und Irland. Alexander Brownlie Docharty war Mitglied des Royal Glasgow Institute of the Fine Arts und von 1911 bis 1913 Präsident des Glasgow Art Club. Er starb am 12. November 1940 in Glasgow und wurde auf dem Cathcart Cemetery beigesetzt.

## Werk

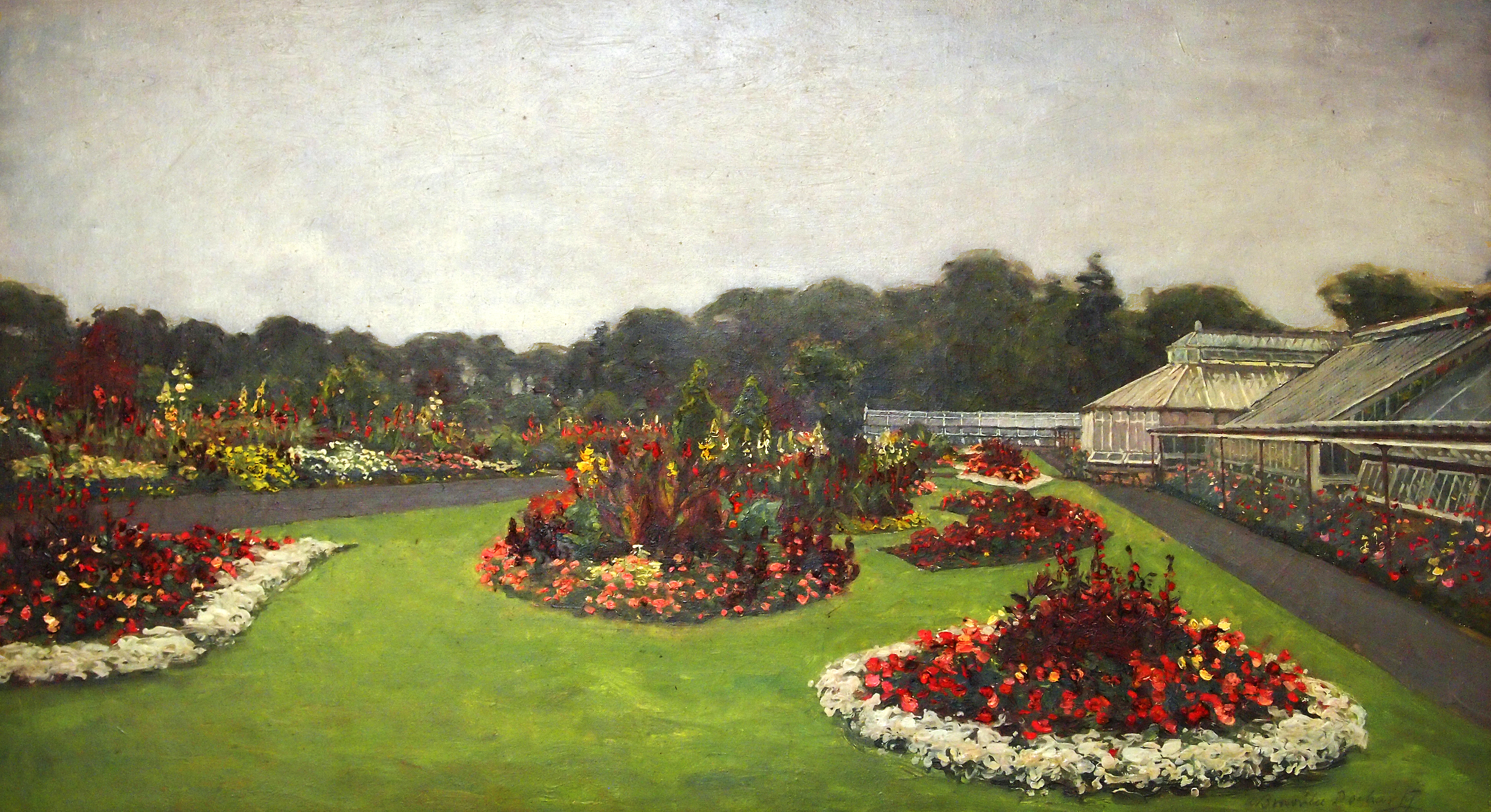
Clumber Park Walled Garden von Alexander Brownlie Docharty

Alexander Brownlie Docharty malte hauptsächlich Ölgemälde, war aber auch ein begabter Aquarellist. Seine Werke sind bekannt für ihre sorgfältige Komposition und seine Fähigkeit, die Farben der schottischen Landschaft auch bei trübem Wetter einzufangen. Zu seinen bedeutendsten Werken zählen:
- Glen Falloch, 1906 im Glasgow Fine Arts Institute ausgestellt.
- Loch Maree, ein großformatiges Ölgemälde, das eine Ansicht von Loch Maree mit dem Berg Slioch im Hintergrund zeigt.
- Glenfinlas, ausgestellt auf der Internationalen Ausstellung in St. Louis 1904.
- September, Glen Falloch, 1907 im Glasgow Institute ausgestellt, von Archibald Watson Finlayson gekauft und der Glasgow Corporation geschenkt.
- Eine Serie von fünf Gemälden des Loch Lomond Parks, die er 1917 der Stadt Glasgow schenkte, um der Öffentlichkeit die Schönheit des Parks zu veranschaulichen.[2]

Alexander Brownlie Dochartys Werke wurden in zahlreichen renommierten Galerien ausgestellt, darunter die Royal Academy (12 Werke), die Royal Scottish Academy (19 Werke), die Royal Scottish Society of Painters in Watercolour (5 Werke) und das Glasgow Institute (155 Werke).